# Riudellots de la Selva
Riudellots de la Selva ist eine katalanische Gemeinde in der Provinz Girona in der Comarca Selva im Nordosten Spaniens.